# Liste der Naturdenkmale in Mörstadt
Die Liste der Naturdenkmale in Mörstadt nennt die im Gemeindegebiet von Mörstadt ausgewiesenen Naturdenkmale (Stand 29. Februar 2024).

## Naturdenkmale
| Nr.         | Bezeichnung       | Lage                                           | Beschreibung                                                    | Bild                                    |
| ----------- | ----------------- | ---------------------------------------------- | --------------------------------------------------------------- | --------------------------------------- |
| ND-7331-407 | Auf dem Bordsberg | südlich des Ortes; Flur Auf dem Bordsberg Lage | flächenhaftes Naturdenkmal, ca. 0,1 ha; Hohlweg mit Trockenhang | Direkt Bild zu diesem Denkmal hochladen |